# Альфа (Ходячі мерці)
Альфа (справжнє ім'я у всесвіті телесеріалу: Ді) — вигаданий персонаж серії коміксів «Ходячі мерці» та однойменного телесеріалу, де її зіграла Саманта Мортон. В обох випадках Альфа є лідером групи тих, хто вижив під назвою Шептуни, таємничої групи, яка носить шкури ходячих (зомбі), щоб замаскувати свою присутність. У телесеріалі вона вперше з'явилася в дев'ятому сезоні

## Серія коміксів
Альфа — лідер Шептунів, таємничої групи тих, хто вижив, які маскуються шкірою зомбі, щоб злитися з ними й не бути поміченими, а також мати Лідії. Вона та кілька її людей підходять до воріт колонії Хіллтоп, де Лідію взяли в полон, і вимагають повернення доньки. Коли Карл Граймс переслідує Шептунів, він потрапляє в полон. Альфа вирішує проникнути в безпечну зону Олександрії та купує меч на ярмарку. Після зустрічі з Ріком Граймсом вона дозволяє Карлу та Лідії виїхати за умови, що ніхто не перетинатиме новий кордон, який вона позначила. Повертаючись назад, Рік і група виявляють, що Альфа обезголовила 12 жителів Александрії, Хілтопа, Королівства та Святилища, і що вона використовувала їхні голови, покладені на піки, щоб позначити кордон. Після того, як Ніґану удається, приєднався до її групи, він смертельно ранить Альфу та обезголовлює її.

## Телесеріал
Альфа — лідер Шептунів, таємничої групи ворожих виживших, які маскуються шкірою Немертвих, щоб злитися з ними та не бути поміченими, і мати Лідії. Вона також була основним антагоністом другої половини дев'ятого сезону та всього десятого сезону. Темне минуле Альфи показано у спогадах; з’ясовується, що вона вбила свого чоловіка Френка та групу тих, хто вижив, на початкових етапах спалаху епідемії, вважаючи їх «слабкими». У 9 сезоні вона з'являється в колонії Хіллтоп з кількома членами своєї групи, вимагаючи від громади повернути її доньку Лідію, яку громада тримає в полоні; Зрештою Лідію повертають. На прикінці сезону Шептуни вбивають і обезголовлюють кількох ключових членів із кожної спільноти, щоб попередити громади не переходити на територію Шептунів. Голови обезголовлених членів поміщені на шпиці, що позначає межу нового кордону. Зрештою Альфа була вбита та обезголовлена Ніґаном (Джеффрі Дін Морган), який зав’язав з нею інтимні стосунки. Згодом він доставляє її голову Керол Пелетьє (Мелісса Макбрайд), з якою він працював весь час.

## Кастинг та прийом

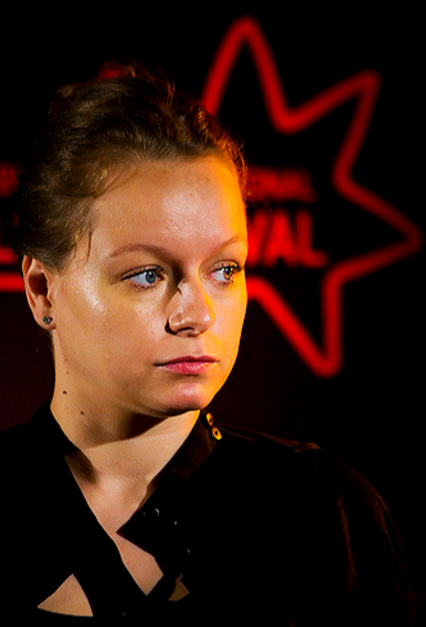
Саманта Мортон була обрана на роль лідера Шептунів.

Альфу грає Саманта Мортон у телесеріалі «Ходячі мерці», починаючи з дев’ятого сезону. Епізод «Адаптація» відзначає першу появу Мортона як лідера Шептунів. Її кастинг вперше був оголошений у липні 2018 року.
Мортон приєдналася до основного акторського складу з епізоду «Омега», оскільки її ім’я з’являється у титрах. Для ролі Альфи Мортон підстригла та поголила своє справжнє волосся.
На Rotten Tomatoes критики щодо епізоду «Омега» говорять: «Омега використовує ненадійного оповідача, щоб відобразити одягнену в шкіру — зомбі фанатичку Альфу, і вдається зробити її ще більш занепокоєною, але деяким глядачам може здатися, що епізод має структуру спогадів, а побічні сюжети будуть більше трудомісткими, ніж викривальними».
У своїй рецензії на «The Calm Before» Ерік Кейн з Forbes написав: «Альфа використовує шкіру голови жінки та її довгі золоті пасма як маскування. Вона входить у Королівство і ходить по ярмарці Єзекіїля. Вона навіть веде (дуже моторошну) розмову з королем, який, здається, не помічає, наскільки ця жінка дивна» У своїй рецензії для Den of Geek Рон Хоган написав: «Творча команда здатна повернути це назад, посипаючи перед Альфою моменти надії. На відміну від Лідії, яку це захопило, її відштовхує, і хоча це не видно на її обличчі, це видно в її діях і її розмові з Дерілом під дулом рушниці. Ті самі події вражають двох пов’язаних людей абсолютно по-різному, і в розв’язці епізоду ті самі речі, які дарують солодкість і щастя, закінчуються тим, що завдають найбільшого гірко-солодкого болю» Коментуючи межу обезголовлення, Джефф Стоун з IndieWire написав: «Це трохи смішно, як Альфа, здається, знала, наскільки важливий кожен персонаж, і розпоряджалась їми відповідно». Алекс МакЛеві з The A.V. Club писав: «Альфа, яка показує Дерілу орду мертвих, є сильним наративом, еквівалентом попередження свого ворога, піднявши міжконтинентальну баллистичну ракету та сказавши, що вони не бояться її використовувати».